# Hestfjörður
Ne doit pas être confondu avec Hestfjørður.

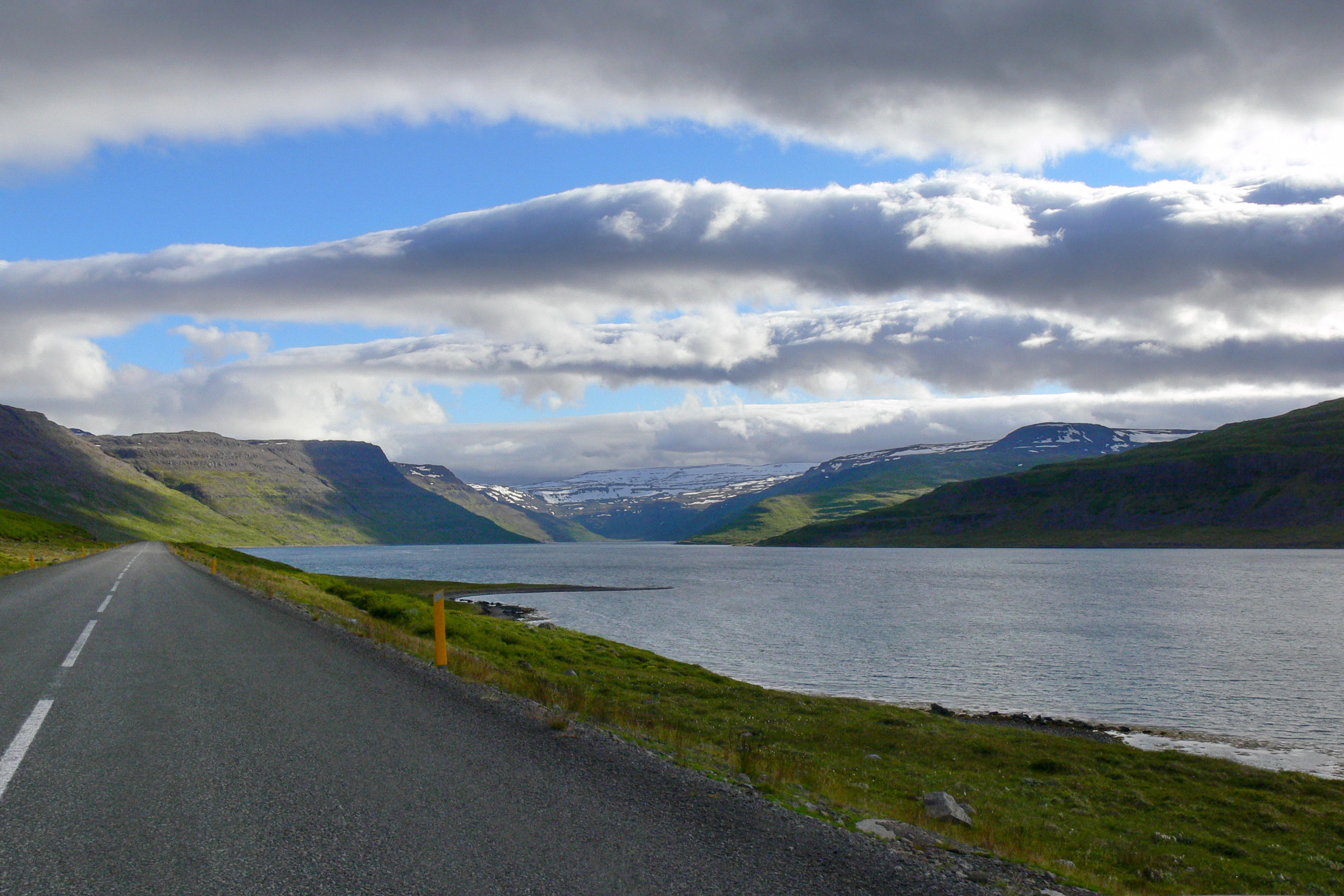
Vue du Hestfjörður

Le Hestfjörður est un fjord situé dans la région des Vestfirðir, au nord-ouest de l'Islande.
Le fjord s'étend à l'est du Seyðisfjörður et débouche au nord dans l'Ísafjarðardjúp. Sa largeur est d'environ 1,5 km, et sa longueur de 12 km. Sa profondeur est d'une quinzaine de mètres.
Hestur (« cheval », en français) est le nom de la péninsule de 8 km de long et jusqu'à 2 km de large qui s'étend entre le Seyðisfjörður et le Hestfjörður. C'est aussi le nom du sommet de cette péninsule (altitude 536 m).